# For All the Saints

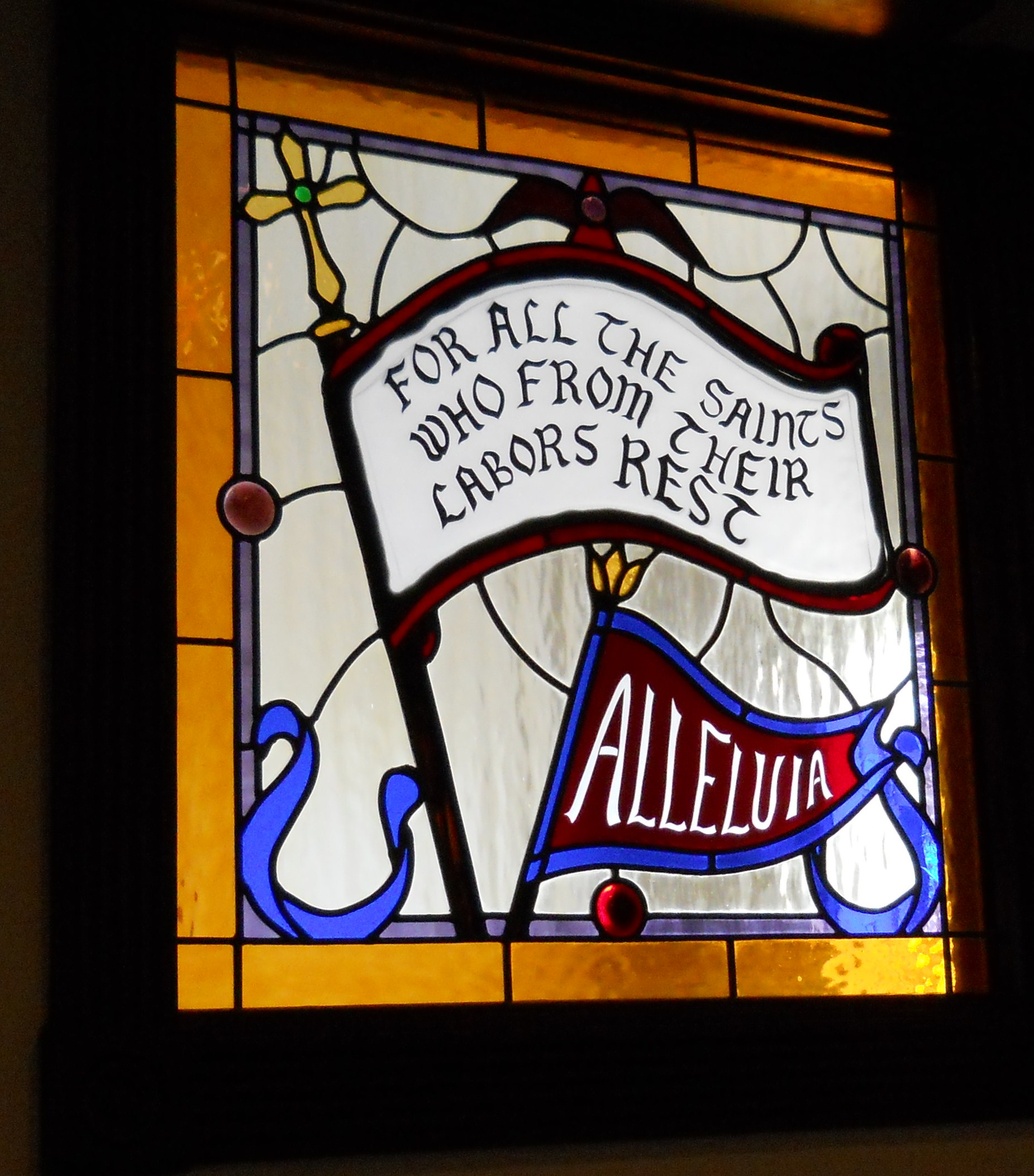
For all the Saints – Kirchenfenster in Jensen Beach, Florida

For All the Saints ist ein englischsprachiges Kirchenlied anglikanischer Provenienz. Es wurde als Prozessionslied von Bischof William Walsham How (erster Bischof von Wakefield) geschrieben und zuerst in Earl Nelsons Sammlung Hymns for Saint’s Days, and Other Hymns 1864 abgedruckt.  Das Lied wird vor allem am Fest Allerheiligen gesungen.

## Melodie
Ursprünglich wurde der Text zur Melodie Sarum des viktorianischen Komponisten Joseph Barnby gesungen.  Erst mit der Veröffentlichung des English Hymnal 1906 wurde eine neue Melodieⓘ von Ralph Vaughan Williams eingeführt; dieser Melodie gab der Komponist den Namen Sine Nomine („ohne Namen“). Sie ist als „eine der schönsten Kirchenlied-Melodien des [zwanzigsten] Jahrhunderts“ bezeichnet worden.

## Text

### Inhalt und Form

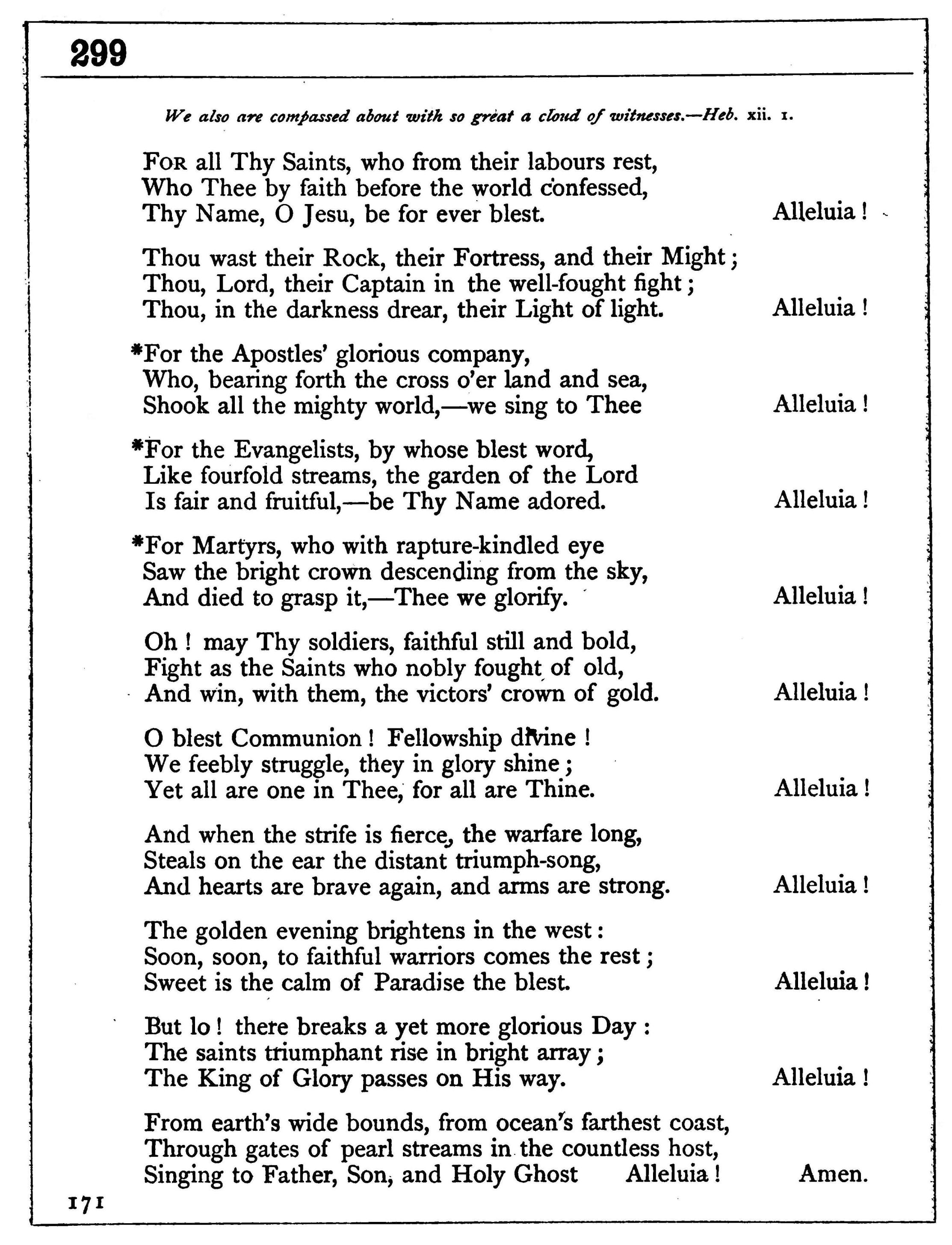
Textdruck (Sarum Hymnal, 1868)

Der Text ist ein Danklied an Jesus Christus für die Heiligen, für ihr Vorbild und die stärkende Gemeinschaft (communion) mit ihnen. Einzeln benannt werden in Strophe 3 die Apostel, in Strophe 4 die Evangelisten und in Strophe 5 die Märtyrer. Diese Strophen werden oft ausgelassen. 
Ungewöhnlich ist die Form. Jede Strophe besteht aus drei fünfhebigen, männlichen, jambischen Zeilen mit dem Reimschema [aaa] sowie dem Alleluia-Ruf.

### Originalfassung (1868)
1. For all Thy Saints, who from their labours rest,

Who Thee by faith before the world confessed,

Thy Name, O Jesu, be for ever blest.

Alleluia!

2. Thou wast their Rock, their Fortress, and their Might;

Thou, Lord, their Captain in the well-fought fight;

Thou, in the darkness drear, their Light of light.

Alleluia!

3. For the Apostles’ glorious company,

Who, bearing forth the Cross o’er land and sea,

Shook all the mighty world, – we sing to Thee

Alleluia!

4. For the Evangelists, by whose blest word,

Like fourfold streams, the garden of the Lord

Is fair and fruitful, – be Thy Name adored.

Alleluia!

5. For Martyrs, who with rapture-kindled eye

Saw the bright crown descending from the sky,

And died to grasp it, – Thee we glorify.

Alleluia!

6. Oh! may Thy soldiers, faithful still and bold,

Fight as the Saints who nobly fought of old,

And win, with them, the victors’ crown of gold.

Alleluia!

7. O blest Communion! Fellowship divine!

We feebly struggle, they in glory shine;

Yet all are one in Thee, for all are Thine.

Alleluia!

8. And when the strife is fierce, the warfare long,

Steals on the ear the distant triumph-song,

And hearts are brave again, and arms are strong.

Alleluia!

9. The golden evening brightens in the west:

Soon, soon, to faithful warriors comes the rest;

Sweet is the calm of Paradise the blest.

Alleluia!

10. But lo! there breaks a yet more glorious Day:

The saints triumphant rise in bright array;

The King of Glory passes on His way.

Alleluia!

11. From earth’s wide bounds, from ocean’s farthest coast,

Through gates of pearl streams in the countless host,

Singing to Father, Son, and Holy Ghost

Alleluia! Amen.

### Varianten
Der Anfang lautet ursprünglich „For all thy saints“. In manchen Versionen wird „far off we hear“ statt „steals on the ear“ gesungen (Vers 8). Es existieren noch zahlreiche andere kleinere Varianten.

### Deutsche Fassungen

#### Gotteslob
Das katholische Gotteslob (2013) enthält eine fünfstrophige Nachdichtung von For All the Saints – „Für alle Heilgen in der Herrlichkeit“, verfasst von Günter Balders 1998 und Christoph Bächtold 2001/2004 (Nr. 548).

#### Evangelisches Gesangbuch
Im Evangelischen Gesangbuch findet sich die Melodie unter der Nr. 154. Der Text (Herr mach uns stark im Mut, der dich bekennt) wurde jedoch von Anna Martina Gottschick 1972 ohne Bezug auf den englischen Text neu gedichtet. 1988 schuf Jürgen Henkys eine zusätzliche Strophe, die an Gedenktagen von Glaubenszeugen verwendet werden soll und die den englischen Text zusammenfasst:
Mit allen Heilgen beten wir dich an.

Sie gingen auf dem Glaubensweg voran

und ruhn in dir, der unsern Sieg gewann.

Halleluja, Halleluja!
Diese Version wurde auch ins Gotteslob aufgenommen (Nr. 552).

#### Gesangbuch der Evangelisch-methodistischen Kirche
Walter Klaiber schuf im Jahr 2000 eine weitere Textfassung, ein fünfstrophiges Danklied, das sich im Gesangbuch der Evangelisch-methodistischen Kirche unter der Nummer 98 findet:
Gott, dir sei Dank für meines Lebens Zeit,

für deine Liebe und für dein Geleit.

Dich rühmt mein Lob, dir sei mein Lied geweiht.

Halleluja, Halleluja!